# Death or Glory
Death or Glory peti je studijski album njemačkog heavy metal sastava Running Wild. Diskografska kuća Noise/EMI objavila ga je 8. studenoga 1989. Posljednji je album na kojem se pojavio gitarist Majk Moti i bubnjar Ian Finlay. Jedan je od najuspješnijih albuma sastava. Sadrži koncertni "Riding the Storm" i "Bad to the Bone". Posljednja pjesma "March One" ne pojavio se na LP izdanju.
CD inačica, izvorna i remasterirana, sadrži pjesme s EP-a Wild Animal iako s drugačijim redoslijedom od onog u izvorniku. Iako sadrži pjesme s Wild Animala. 
Sastav je snimio spot za pjesmu "Bad to the Bone" u Düsseldorfu. Pjesma je bila emitirana na MTV-jevom Headbangers Ball. Za pjesmu "Riding the Storm" također je snimljen spot u Düsseldorfu.

## Popis pjesama
| 1.    | »Riding the Storm«                                            | 6:30 |
| 2.    | »Renegade«                                                    | 4:29 |
| 3.    | »Evilution«                                                   | 4:43 |
| 4.    | »Running Blood«                                               | 4:30 |
| 5.    | »Highland Glory (The Eternal Fight)« (instrumentalna skladba) | 4:52 |
| 6.    | »Marooned«                                                    | 5:13 |
| 7.    | »Bad to the Bone«                                             | 4:46 |
| 8.    | »Tortuga Bay«                                                 | 3:17 |
| 9.    | »Death or Glory«                                              | 4:00 |
| 10.   | »Battle of Waterloo«                                          | 7:46 |
| 50:06 |                                                               |      |

| Bonus pjesma na izdanju CD | Bonus pjesma na izdanju CD | Bonus pjesma na izdanju CD | Bonus pjesma na izdanju CD | Bonus pjesma na izdanju CD | Bonus pjesma na izdanju CD | Bonus pjesma na izdanju CD | Bonus pjesma na izdanju CD | Bonus pjesma na izdanju CD | Bonus pjesma na izdanju CD |
| Br.                        | Skladba                    | Trajanje                   |                            |                            |                            |                            |                            |                            |                            |
| -------------------------- | -------------------------- | -------------------------- | -------------------------- | -------------------------- | -------------------------- | -------------------------- | -------------------------- | -------------------------- | -------------------------- |
| 11.                        | »March On«                 | 4:12                       |                            |                            |                            |                            |                            |                            |                            |
| 54:18                      |                            |                            |                            |                            |                            |                            |                            |                            |                            |

## Recenzije
Godine 2005. Death or Glory pojavio se na 285. mjestu popisa The 500 Greatest Rock & Metal Albums of All Time Rock Harda i na 17. mjestu ljestvici 25 najboljih power metal albums svih vremena.

## Zasluge
| Running Wild - Rock 'n' Rolf – vokal, gitara, produkcija - Iain Finlay – bubnjevi - Jens Becker – bas-gitara - Majk Moti – gitara | Dodatni glazbenici - Ladislav Křížek – prateći vokal Ostalo osoblje - Jan Němec – inženjer zvuka, miks, snimanje - Martin Becker – fotografije - Sebastian Krüger – grafički dizajn - Karl-U. Walterbach – izvršna produkcija |

## Ljestvice
| Ljestvica (1989.) | Najviša pozicija |
| ----------------- | ---------------- |
| Njemačka          | 45.              |